# Église Saint-Pierre de Rostock
L'église Saint-Pierre de Rostock est une église protestante située dans la ville de Rostock dans le nord-est de l'Allemagne.
Elle se distingue par la hauteur de son clocher qui atteint 117 m , ce qui en fait la plus haute église de la ville et l'une des dix plus hautes d'Allemagne.

## Historique
La construction d'une première église a commencé au Moyen Âge, au XIIIe siècle, puis au milieu du XIVe siècle, une basilique à trois nefs a été construite à la place du bâtiment précédent dans le style gothique en brique typique de l'Europe du Nord autour de la région de la mer Baltique, avec une tour de 127 m de hauteur. Cette tour a été détruite par un éclair en 1543 et une autre tour moins haute a été construite et achevée en 1578. 
Elle a été gravement endommagée par un bombardement en 1942 et a été restaurée dans les années 1950. Cependant la flèche n'a pas été initialement reconstruite, pendant 52 ans, seul le fût de la tour est resté debout. En 1994 la flèche a été reconstruite avec des fonds publics et des donations privées .

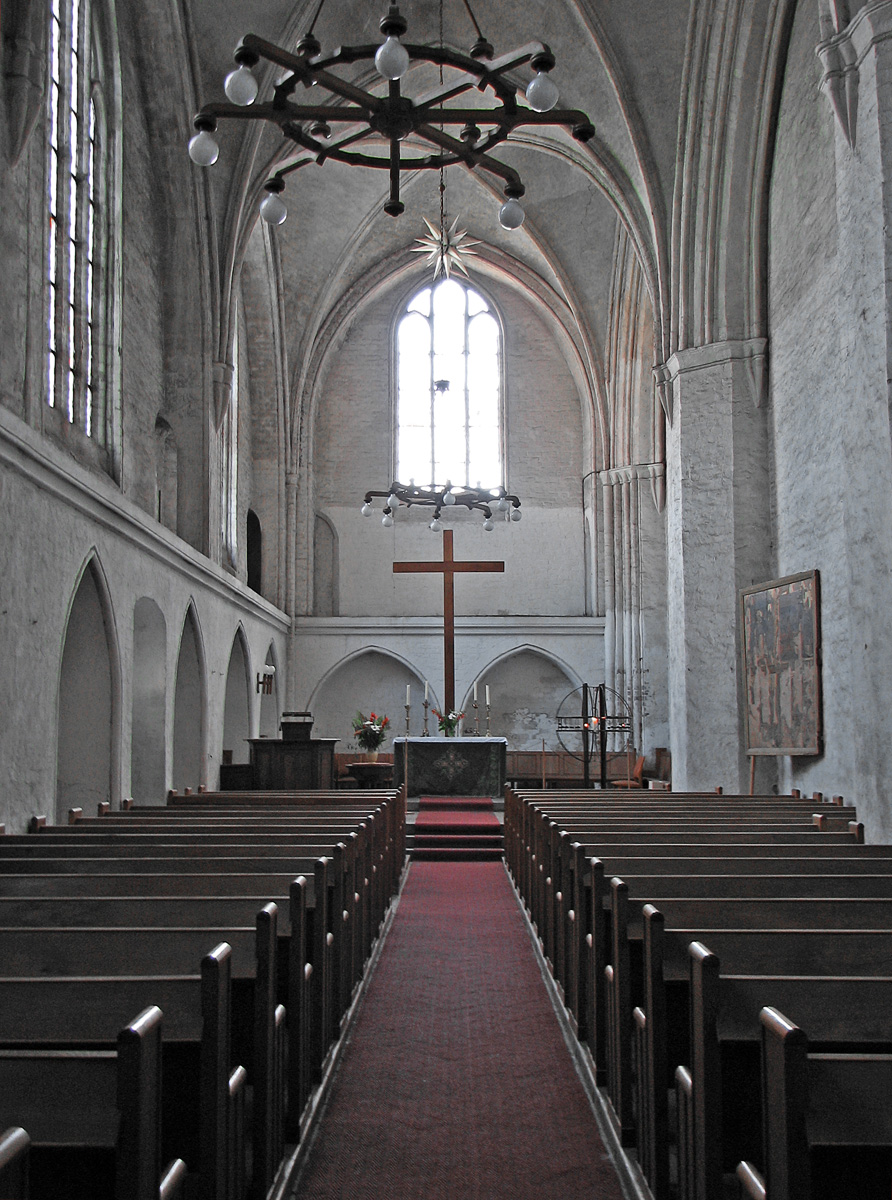
Intérieur de l'église